# Tân Hưng, huyện Bình Tân
Tân Hưng là một xã cũ thuộc huyện Bình Tân, tỉnh Vĩnh Long, Việt Nam.

## Địa lý
Xã Tân Hưng có diện tích 17,86 km², dân số năm 2022 là 4.573 người, mật độ dân số đạt 256 người/km².

## Hành chính
Xã Tân Hưng được chia thành 4 ấp: Hưng Lợi, Hưng Nghĩa, Hưng Thịnh, Hưng Thuận.

## Lịch sử
Ngày 6 tháng 12 năm 2019, Hội đồng Nhân dân tỉnh Vĩnh Long ban hành Nghị quyết 228/NQ-HĐND về việc:
- Sáp nhập toàn bộ ấp Hưng An và toàn bộ ấp Hưng Phú vào ấp Hưng Nghĩa
- Sáp nhập toàn bộ ấp Hưng Thành vào ấp Hưng Thịnh
- Sáp nhập toàn bộ ấp Hưng Hòa vào ấp Hưng Thuận
- Sáp nhập toàn bộ ấp Hưng Bình vào ấp Hưng Lợi.

Tính đến ngày 31 tháng 12 năm 2022, xã Tường Lộc có 17,86 km² diện tích tự nhiên và quy mô dân số là 4.573 người. 
Ngày 28 tháng 9 năm 2024, Ủy ban Thường vụ Quốc hội ban hành Nghị quyết số 1203/NQ-UBTVQH15 về việc sắp xếp đơn vị hành chính cấp xã của tỉnh Vĩnh Long giai đoạn 2023 – 2025 (nghị quyết có hiệu lực từ ngày 1 tháng 11 năm 2024). Theo đó, sáp nhập toàn bộ 17,86 km² diện tích tự nhiên và quy mô dân số là 4.573 người của xã Tân Hưng vào xã Tân An Thạnh.